# Бодуэн V (граф Эно)
Бодуэн V (фр. Baudouin V, 1150 — 17 декабря 1195) — граф Эно с 1171 года, маркграф Намюра с 1184 года под именем Бодуэн I, граф Фландрии с 1191 года под именем Бодуэн VIII.

## Биография
Бодуэн V в 1171 году унаследовал от своего отца Бодуэна IV графство Эно. В начале своего правления сблизился со своим шурином, графом Фландрии Филиппом I Эльзасским и заключил с ним в 1177 году договор о союзе.
В 1180 году Бодуэн выдал свою дочь Изабеллу за короля Франции Филиппа II Августа, получившего в качестве приданого Артуа.
В 1189 году Бодуэн получил от императора графство Намюр, возведенное в маркграфство, а в 1191 году после смерти Филиппа Эльзасского получил Фландрию. За Намюр ему пришлось вести войну с братом жены Генрихом I Намюрским, из которой он вышел победителем в 1194 году.
Бодуэн V оставил нескольких сыновей. Фландрию и Эно унаследовал его старший сын Бодуэн (Балдуин) VI (1171—1205), Намюр получил второй сын, Филипп I (1175 — 12 октября 1212).

## Брак и дети
Женат на Маргарите I Эльзасской. От брака с ней он имел следующих детей:
- Изабелла (1170—1190) — жена короля Франции Филиппа II.
- Бодуэн VI (1171—1205) — граф Фландрии и Эно, император Латинской империи.
- Иоланда (1175—1219) — императрица Латинской империи c 1217 года. Жена Пьера II де Куртене.
- Филипп I (1175—1212) — маркграф Намюра.
- Генрих I (1176—1216) — император Латинской империи.
- Сибилла (1179—1217). Муж (1196/1198): Гишар IV Великий (после 1160—1216), сир де Божё
- Юстас (умер в 1219 году) — регент Фессалоникского королевства.
- Готфрид.